# دیوید لوول ریچ
دیوید لوول ریچ (انگلیسی: David Lowell Rich؛ ‏ ۳۱ اوت ۱۹۲۰ – ۲۱ اکتبر ۲۰۰۱) کارگردان فیلم و تهیه‌کننده اهل ایالات متحده آمریکا بود. وی برادر کارگردان سینما جان ریچ بود و بین سال‌های ۱۹۵۰ تا ۱۹۸۷ میلادی فعالیت می‌کرد.
از فیلم‌ها یا مجموعه‌های تلویزیونی که وی در آن‌ها نقش داشته است، می‌توان به جانی رینگو و ستیزه‌جویان اشاره نمود.
وی همچنین برنده جوایزی همچون جایزه امی ساعات پربیننده شده است.